# Giorgio Colli
Giorgio Colli (Turín, 16 de enero de 1917 - Fiesole, 6 de enero de 1979) fue un filósofo italiano, filólogo e historiador de la filosofía.

## Biografía
Giorgio Colli enseñó en un instituto inicialmente en Lucca. Entre 1942 y 1945 dio clase en ese centro de secundaria a Mazzino Montinari, que luego sería su colaborador (ya como profesor en Pisa), y cercano a sus ideas de libertad. En esa época, de guerra y Resistencia, profundizó en la lectura de las obras de Nietzsche, Platón y Kant.
Colli enseñó luego filosofía antigua en la Universidad de Pisa durante treinta años; y, aun siendo una de las figuras más importantes de la filosofía italiana, no logró ningún puesto académico estable. Nunca tuvo un gran reconocimiento académico, pero selectos alumnos suyos han transmitido hasta hoy su legado. En 1948 publicó su primer libro sobre  Grecia, La naturaleza ama esconderse, con una dedicatoria a Nietzsche. 
Entre 1949 y 1969, Colli hizo tres trabajos de envergadura: creó una colección de filosofía para Einaudi, con textos de Kant, Aristóteles (él editó y tradujo al italiano el Organon), Epicuro, los presocráticos de Angelo Pasquinelli, etc.; otra colección, en la editorial de Paolo Boringhieri dede 1957. Y, en tercer lugar, destaca que —en colaboración con Mazzino Montinari, cuando se instaló éste en Florencia— fue autor, desde 1958, de la primera edición completa de las obras de Nietzsche, gracias a la revisión de los archivos en la República Democrática Alemana realizada por el propio Montinari.
Ambos empezaron su tarea nietzscheana con la relectura de Schopenhauer educador; y finalmente incluyeron los fragmentos póstumos del filósofo alemán, cronológicamente ordenados (parte fundamental del trabajo). Esta importante edición, de gran eco en Alemania y Francia, así como en Italia (en España, llegó por vías algo imprecisas, y no expresas, a través de Alianza Editorial) se considera canónica. Ha sido determinante para la evolución del pensamiento en el siglo XX. Pero Colli nunca quiso que ese reverdecimiento de Nietzsche fuese una actualización contagiosa y sincrética, llena de adherencias extrañas, sino un esfuerzo aclarador.
Su tarea culminó con La sabiduría griega, edición y traducción de los fragmentos de los filósofos presocráticos, pero no pudo concluirla a causa de su muerte súbita en enero de 1979. Era un proyecto grandioso, que estaba concebido como 11 volúmenes que reunirían los textos sabios de la Grecia anterior a Sócrates. Existe una edición bilingüe en castellano de lo realizado por él.

## Balance
Colli ha sido un autor que poco a poco se ha ido incorporando a las bibliotecas españolas como figura sabia de referencia y como autor de una obra que produce disfrutes literarios e intelectuales. Es un pensador heterodoxo en el que se funden la reflexión teórica y la indagación filológica. Se ha centrado en Grecia, especialmente en los presocráticos, pero sus observaciones sobre su eco moderno son tan decisivas como sus trabajos sobre la Antigüedad. 
La lectura de Giorgio Colli, de lengua bellísima, siempre es estimulante y antiacadémica. Se percibe muy bien en libros en apariencia menores, como la Enciclopedia de los maestros, que recoge prólogos de la colección que dirigió entre 1958-1964 para la editorial Boringhieri, así como en Scritti su Nietzsche, con los prefacios a cada una de las obras de Nietzsche. Pero El nacimiento de la filosofía, Filosofía de la expresión (su principal obra teórica) y Después de Nietzsche son escritos concentrados y originalísimos que se suman libremente a sus grandes obras de interpretación de los griegos.